# 24044 Кабалло
24044 Кабалло (24044 Caballo) — астероїд головного поясу, відкритий 30 вересня 1999 року.
Тіссеранів параметр щодо Юпітера — 3,509.